# Olympische Jugend-Sommerspiele 2010/Teilnehmer (Kambodscha)
| Gelbes Symbol für Goldmedaillen mit stilisierten Olympischen Ringen | Graues Symbol für Silbermedaillen mit stilisierten Olympischen Ringen | Braundes Symbol für Bronzemedaillen mit stilisierten Olympischen Ringen |
| ------------------------------------------------------------------- | --------------------------------------------------------------------- | ----------------------------------------------------------------------- |
| —                                                                   | —                                                                     | 1                                                                       |

Die Jugend-Olympiamannschaft aus Kambodscha für die I. Olympischen Jugend-Sommerspiele vom 14. bis 26. August 2010 in Singapur bestand aus drei Athleten.

## Medaillengewinner
Mit einer gewonnenen Bronzemedaille belegte das kambodschanische Team Platz 85 im Medaillenspiegel.

### Bronze
- Sam Sothea,  Judo: Klasse bis 44 kg

## Athleten nach Sportarten

### Judo
Mädchen
- Sam Sothea
Klasse bis 44 kg: Bronze 
Mixed: 5. Platz (im Team Osaka)

### Leichtathletik
Jungen
- Som Samphors
3000 m: DNF (Finale)

### Schwimmen
Jungen
- Lim Odam
50 m Freistil: 45. Platz